# Shibushi
Shibushi (志布志市 Shibushi-shi?) es una ciudad en la prefectura de Kagoshima, Japón, localizada al sureste de la isla de Kyūshū. Tenía una población estimada de 29 267 habitantes el 1 de marzo de 2021 y una densidad de población de 101 personas por km². La ciudad moderna fue creada el 1 de enero de 2006, tras la fusión del pueblo de Shibushi con Ariake y Matsuyama. La ciudad es servida por la línea Nichinan del sistema ferroviario JR Kyūshū, que la conecta con la ciudad de Miyazaki.

## Geografía
Shibushi está localizada en la parte oriental de la prefectura de Kagoshima, en la base de la península de Osumi. Limita al norte con la ciudad de  Soo, al oeste con el pueblo de Ōsaki, al este con la prefectura de Miyazaki (Miyakonojō y Kushima) y al sur con la bahía de Shibushi en el océano Pacífico.

### Clima
La ciudad tiene un clima subtropical húmedo (Cfa en la clasificación climática de Köppen). La temperatura media anual en Shibushi es de 16.8 °C. La precipitación media anual es de 2469 mm siendo junio el mes más lluvioso. Las temperaturas son más altas en promedio en agosto, alrededor de 26.8 °C, y más bajas en enero, alrededor de 6.7 °C.

## Demografía
Según los datos del censo japonés, la población de Shibushi ha disminuido constantemente en los últimos 60 años.
| Gráfica de evolución demográfica de Shibushi entre 1950 y 2015 |
|                                                                |
| Oficina de Estadística de Japón                                |